# Guildford (district)
Pour les articles homonymes, voir Guildford (homonymie) et Guilford.
Guildford est un district non métropolitain à statut de borough du Surrey, en Angleterre. Il doit son nom à son chef-lieu, la ville de Guildford.

## Composition
Le district est composé des villes et paroisses civiles suivantes :
- Albury
- Artington
- Ash
- Ash Vale
- Compton
- East Clandon
- East Horsley
- Effingham
- Guildford
- Normandy
- Ockham
- Pirbright
- Puttenham
- Ripley
- Seale and Sands
- Send
- Shackleford
- Shalford
- Shere
- St Martha
- Tongham
- Wanborough
- West Clandon
- West Horsley
- Wisley
- Worplesdon